# Сходимость по Эйлеру
Сходимость по Эйлеру — обобщение понятия сходимости знакопеременного ряда, предложенное Эйлером.

## Определение
Пусть дан числовой ряд {\displaystyle \sum _{n=0}^{\infty }a_{n}.} Ряд называется сходящимся по Эйлеру, если существует предел:
{\displaystyle \lim _{n\to \infty }\sum _{k=1}^{n}{\frac {\Delta ^{k}a_{0}}{2^{k+1}}}=s_{e}(A)}

## Пример
- Рассмотрим ряд {\displaystyle \sum _{k=0}^{\infty }(-1)^{k}2^{k}}. Последовательностями разностей будут {\displaystyle 1,2,4,8,16,...}, {\displaystyle -1,-2,-4,-8,...}, {\displaystyle 1,2,4,8,...}, {\displaystyle -1,-2,-4,-8,...}, преобразование Эйлера приводит к ряду {\displaystyle {\frac {1}{2}}-{\frac {1}{4}}+{\frac {1}{8}}-{\frac {1}{16}}+...={\frac {1}{3}}}.

## Свойства
- Суммирование по Эйлеру является линейным и регулярным[1].